# Dziegieć sosnowy
Dziegieć sosnowy, maź sosnowa (łac. Pix liquida Pini, FP XII, syn. Pix Pini, Pyroleum Pini, Oleum Pini empyreumaticum, Pix liquida, smoła sosnowa, niem. Kiefernteer, ang. Pine Tar) – produkt suchej destylacji gałęzi, kory i (lub) drewna sosny. W Polsce na stan obecny (2020) wymagania jakościowe określa monografia szczegółowa ujęta w Farmakopei Polskiej XII, która definiuje dziegieć sosnowy jako brunatną lub brunatnoczarną, gęstą, lepką ciecz o swoistym, przyswędkowym zapachu, nieco przypominającym terpentynę; otrzymywaną w procesie suchej destylacji drewna różnych gatunków rodzaju sosna Pinus. Niemal całkowicie rozpuszcza się w bezwodnym spirytusie, eterze, chloroformie i olejach tłustych. Częściowo rozpuszcza się w spirytusie rozcieńczonym (o mocy 70–90%), olejku terpentynowym; miesza się z wazeliną i tłuszczami Gęstość wynosi 1,10 – 1,22 g/cm³.
Podobnie jak w przypadku innych produktów suchej destylacji drewna (dziegci) skład dziegciu sosnowego jest bardzo złożony i nie do końca poznany. Zawiera głównie mieszaninę związków fenolowych, seskwiterpenów, diterpenów, węglowodorów i wielopierścieniowych związków aromatycznych, krezol, fenol, pirokatechol, benzen, toluen, stilben, naftalen, ksylen, chryzen, reten, styren, kwas octowy, pochodne fenantrenu, antracenu, benzoakrydyny, fluoranu, chinoliny, aminonaftalenu oraz wiele innych związków.
Dziegieć sosnowy jest typowym przykładem leków redukujących, czyli takich które poprzez hipoksję tkankową ograniczają aktywność mitotyczną naskórka. Posiada zdolność utleniania się kosztem pochłaniania tlenu tkankowego (singletowego). Poprzez to działanie osłabia procesy życiowe komórki. Obecność dużej ilości różnych związków fenolowych warunkuje działanie odkażające. Wykazuje silnie działanie przeciwświądowe, przeciwzapalne, przeciwpasożytnicze, redukujące, wysuszające oraz przeciwgrzybicze. Ponadto w niższych stężeniach (do 10%) odznacza się działaniem keratoplastycznym i słabo miejscowo znieczulającym, w wyższych stężeniach (10–20%) działaniem keratolitycznym.
Stosowany (preparaty recepturowe, w zakresie stężeń 2–20%), w leczeniu wielu chorób skóry, m.in. łuszczycy, różnego rodzaju wyprysków (egzem), zapaleniu łojotokowym skóry, świerzbiączce, grzybicach, łojotoku, twardzin, liszaju zwykłym, liszaju Wilsona (czyli liszaj czerwonym płaskim), nużycy (demodekozy), świerzbu (wchodzi w skład maści Wilkinsona). Rzadko jako komponent w lekach złożonych stosowanych w odczynach uczuleniowych skóry.
Dawniej dziegieć sosnowy stosowano doustnie jako środek wykrztuśny, odkażający przewód pokarmowy, oddechowy, układ moczowy, w przypadkach atonii żołądka i jelit. Obecnie dziegciu sosnowego nie stosuje się wewnętrznie.

## Preparaty dostępne w Polsce
- Pix liquida Pini – surowiec farmaceutyczny do receptury aptecznej[11].